# Carnival of Souls (Miranda Sex Garden)
Carnival of Souls è l'ultimo album dei Miranda Sex Garden, uscito dopo circa 6 anni di silenzio della band.

## Il disco
Come per il precedente Suspiria, il titolo viene da un film horror omonimo diretto da Herk Harvey.
Nel 2024 l'album è stato ristampato con la bonus track Exit Music (For a Film), cover del brano dei Radiohead 

## Tracce
1. Are You the One? – 4:28
2. Sleeping Beauty – 3:33
3. Tonight – 4:31
4. All There Is... – 4:28
5. Broken Glass – 5:01
6. Escape from Kilburn – 2:33
7. Token – 0:44
8. Without Trace – 4:34
9. Caravan – 3:41
10. Thrusty Bob's Hardcore Lounge – 1:28
11. Close to the sky – 3:16
12. Ever & Ever – 4:16
13. Exit Music (For a Film) - Bonus track (Thom Yorke, Jonny Greenwood, Philip Selway, Ed O'Brien, Colin Greenwood)

## Formazione
- Katharine Blake: Voce
- Trevor Sharpe: Batteria
- Ben Golomstock: Chitarre
- Teresa Casella: Basso
- Mike Servent: Tastiere
- Barney Hollington: Violino, Organo Hammond